# 斯特林鎮區 (伊利諾伊州懷特塞德縣)
斯特林鎮區（英語：Sterling Township）是位於美國伊利諾伊州懷特塞德縣的一個行政鎮區。

## 地方資料
根據2010年美國人口普查的數據，斯特林鎮區的面積為63.00平方千米，當中陸地面積為61.00平方千米，而水域面積為2.00平方千米。當地共有人口17446人，而人口密度為每平方千米276.92人。